# Supercoppa dei Paesi Bassi 1998
La Supercoppa dei Paesi Bassi 1998 (ufficialmente Johan Cruijff Schaal III) è stata la nona edizione della Johan Cruijff Schaal.
Si è svolta il 16 agosto 1998 all'Amsterdam ArenA tra l'Ajax, vincitore della Eredivisie 1997-1998 e della KNVB beker 1997-1998, e il PSV Eindhoven, secondo classificato nella Eredivisie 1997-1998.
A conquistare il titolo è stato il PSV Eindhoven che ha vinto per 2-0 con reti di Dmitrij Chochlov e Arnold Bruggink.

## Partecipanti
| Squadre | Qualificazione                                                    | Partecipazioni precedenti (il grassetto indica la vittoria) |
| ------- | ----------------------------------------------------------------- | ----------------------------------------------------------- |
| Ajax    | Vincitore della Eredivisie 1997-1998 e della KNVB beker 1997-1998 | 4 (1993, 1994, 1995, 1996)                                  |
| PSV     | Secondo classificato della Eredivisie 1997-1998                   | 3 (1991, 1992, 1996, 1997)                                  |

## Tabellino
| Arbitro: | van der Ende |

|  |           |                           |
|  | Marcatori | 32’ Chochlov 53’ Bruggink |

### Formazioni
| Ajax:         |  |                   |     |     |
|               |  |                   |     |     |
| P             |  | Edwin van der Sar |     |     |
| D             |  | Mario Melchiot    |     |     |
| D             |  | Danny Blind (c)   | 40’ | 46’ |
| D             |  | Sunday Oliseh     |     |     |
| D             |  | Ole Tobiasen      |     |     |
| C             |  | Dani              |     |     |
| C             |  | Jari Litmanen     |     | 74’ |
| C             |  | Wamberto          |     |     |
| C             |  | Giorgi Kinkladze  |     |     |
| A             |  | Peter Hoekstra    |     |     |
| A             |  | Shota Arveladze   |     |     |
| Sostituzioni: |  |                   |     |     |
| C             |  | Andrzej Rudy      |     | 46’ |
| C             |  | Richard Witschge  |     | 74’ |
| Allenatore:   |  |                   |     |     |
| Morten Olsen  |  |                   |     |     |

| PSV:          |  |                      |     |     |
|               |  |                      |     |     |
| P             |  | Ronald Waterreus     | 85’ |     |
| D             |  | Theo Lucius          |     | 82’ |
| D             |  | Abel Xavier          |     |     |
| D             |  | Marcos               |     |     |
| D             |  | Jorginho Paulista    |     |     |
| C             |  | Tomasz Iwan          |     | 90’ |
| C             |  | Jurij Nykyforov (c)  |     |     |
| C             |  | Dmitrij Chochlov     |     |     |
| C             |  | Arnold Bruggink      | 38’ |     |
| A             |  | Joonas Kolkka        |     | 76’ |
| A             |  | Ruud van Nistelrooy  |     |     |
| Sostituzioni: |  |                      |     |     |
| A             |  | Gilles De Bilde      |     | 76’ |
| D             |  | Stan Valckx          |     | 82’ |
| C             |  | Björn van der Doelen |     | 90’ |
| Allenatore:   |  |                      |     |     |
| Bobby Robson  |  |                      |     |     |